# Let 25
Let 25 (tudi Best of Big Foot Mama: 1990–2015) je dvojni album največjih uspešnic slovenske rock skupine Big Foot Mama, izdan kot označitev 25. obletnice nastanka skupine. Izšel je 3. septembra 2015 pri založbi Nika Records.

## Seznam skladb
| Prvi CD | Prvi CD                        | Prvi CD |
| Št.     | Naslov                         | Dolžina |
| ------- | ------------------------------ | ------- |
| 1.      | „Mala nimfomanka‟              | 3:35    |
| 2.      | „Slab spomin‟                  |         |
| 3.      | „Oklep‟                        |         |
| 4.      | „Krila‟                        |         |
| 5.      | „Pot iz trnja‟                 |         |
| 6.      | „Lovro‟                        | 3:31    |
| 7.      | „Pomlad‟                       |         |
| 8.      | „Zadnji poraz‟                 |         |
| 9.      | „Ona je samo za mene‟          |         |
| 10.     | „Neki sladkega‟                |         |
| 11.     | „Nov dan‟                      |         |
| 12.     | „Nisem več s tabo‟             | 4:50    |
| 13.     | „Vrn' se k men' (live 15 let)‟ |         |

| Drugi CD | Drugi CD                       | Drugi CD |
| Št.      | Naslov                         | Dolžina  |
| -------- | ------------------------------ | -------- |
| 14.      | „Črn tulipan‟                  |          |
| 15.      | „Sam prjatla‟                  | 3:58     |
| 16.      | „Dolg' nazaj‟                  |          |
| 17.      | „Še mal' bolj dol‟             |          |
| 18.      | „Garbage (hip hop med nogami)‟ |          |
| 19.      | „Led s severa‟                 |          |
| 20.      | „Nor sigurno ne‟               |          |
| 21.      | „Brez meja‟                    |          |
| 22.      | „Važn da zadane‟               |          |
| 23.      | „Fenomen‟                      |          |
| 24.      | „Užitek na "replay"‟           |          |
| 25.      | „Rola se‟                      |          |
| 26.      | „Nove zmage‟                   |          |